# 八女姫神
八女津媛（やめつひめ）は、弥生・古墳時代頃の人物または女神である。

## 概要
『日本書紀』によると、景行天皇が熊襲征伐の帰りにあの山に神が有らせられるか尋ねたところ、水沼の県主である猿大海が、「この地方に女神あり。その名を八女津媛といい、常に山中におる」と答えたとあり、これが八女の名の起こりだとされる。福岡県八女市には八女津媛神を祭神とする八女津媛神社がある。
また吉野ヶ里遺跡の女王であった説や邪馬台国の卑弥呼に比定する説も存在する 。